# Grand Percefleur
Diglossa major
Espèce
Statut de conservation UICN

 LC  : Préoccupation mineure
Le Grand Percefleur (Diglossa major) est une espèce de passereau appartenant à la famille des Thraupidae.

## Répartition
Cet oiseau fréquente les tepuys de l'Est du Venezuela et régions limitrophes du Guyana et du Roraima.